# ティタス・クラピカス
ティタス・クラピカス（Titas Krapikas, 1999年1月3日 - ）は、リトアニアのプロサッカー選手。リトアニア代表。テルナーナ・カルチョ所属。ポジションはゴールキーパー。

## 経歴

### クラブ
2015年にイタリアのサンプドリアに入団。2016-17シーズンからは、U-19チームでプレイした。2016-17シーズンのセリエAではトップチームにも登録され、22試合でベンチ入りしたが、出場機会はなかった。その後の2シーズンはほとんどをリザーヴチームで過ごし、トップチームに招集されたのは11試合であった。
2019年6月28日、3年契約（2年間の延長オプションつき）でセリエBのスペツィアに移籍した。8月24日、チッタデッラ戦でセリエBデビュー。完封勝利に貢献した。シーズンの序盤は正GKとしての地位を確立したが、後にシモーネ・スクフェットにその座を奪われた。セリエAに昇格した2020-21シーズンはイヴァン・プロヴェデルが正GKを務め、リーグ戦での出場機会はなかった。コッパ・イタリアでは4試合に先発出場し、スペツィアは準々決勝に進出した。
2021年9月、テルナーナと契約を結んだ。

### 代表
2015年から、リトアニアの世代別代表に選出されている。U-17カテゴリでは3試合に出場し、そのうち2試合はアゼルバイジャンで開催されたUEFA U-17欧州選手権2016の予選であった。
翌年には、U-19カテゴリに召集された。ジョージアで開催されたUEFA U-19欧州選手権2017の予選、フィンランドで開催されたUEFA U-19欧州選手権2018など、2年間で9試合ゴールマウスを守った。
2017年からは、U-21カテゴリに活躍の場を移した。親善試合5試合を戦った後、2018年9月7日に公式戦デビュー。イタリアとサンマリノで開催されたUEFA U-21欧州選手権2019に出場した。ホームで行われたジョージア戦に先発出場し、結果はスコアレスドローであった。
2021年6月、親善試合でA代表に初召集された。1月15日、クウェートとの親善試合でA代表初出場。

## 個人成績

### クラブ
| 国内大会個人成績 | 国内大会個人成績 | 国内大会個人成績 | 国内大会個人成績 | 国内大会個人成績 | 国内大会個人成績 | 国内大会個人成績 | 国内大会個人成績 | 国内大会個人成績 | 国内大会個人成績 | 国内大会個人成績 | 国内大会個人成績 |
| 年度             | クラブ           | 背番号           | リーグ           | リーグ戦         | リーグ戦         | リーグ杯         | リーグ杯         | オープン杯       | オープン杯       | 期間通算         | 期間通算         |
| 年度             | クラブ           | 背番号           | リーグ           | 出場             | 得点             | 出場             | 得点             | 出場             | 得点             | 出場             | 得点             |
| イタリア         | イタリア         | イタリア         | イタリア         | リーグ戦         | リーグ戦         | イタリア杯       | イタリア杯       | オープン杯       | オープン杯       | 期間通算         | 期間通算         |
| ---------------- | ---------------- | ---------------- | ---------------- | ---------------- | ---------------- | ---------------- | ---------------- | ---------------- | ---------------- | ---------------- | ---------------- |
| 2019-20          | スペツィア       | 12               | セリエB          | 6                | 0                | 2                | 0                | -                | -                | 8                | 0                |
| 2020-21          | スペツィア       | 12               | セリエA          | 0                | 0                | 4                | 0                | -                | -                | 4                | 0                |
| 2021-22          | テルナーナ       | 22               | セリエB          | 2                | 0                | 1                | 0                | -                | -                | 3                | 0                |
| 2022-23          | テルナーナ       | 12               | セリエB          | 0                | 0                | 0                | 0                | -                | -                | 0                | 0                |
| 通算             | イタリア         | イタリア         | セリエB          | 8                | 0                | 3                | 0                | -                | -                | 11               | 0                |
| 通算             | イタリア         | イタリア         | セリエA          | 0                | 0                | 4                | 0                | -                | -                | 4                | 0                |
| 総通算           | 総通算           | 総通算           | 総通算           | 8                | 0                | 7                | 0                | 0                | 0                | 15               | 0                |

### 代表
| リトアニア代表 | 国際Aマッチ | 国際Aマッチ |
| 年             | 出場        | 得点        |
| -------------- | ----------- | ----------- |
| 2021           | 1           | 0           |
| 通算           | 1           | 0           |